# ORP Kaszub (1954)
Pour les articles homonymes, voir ORP Kaszub (homonymie).
L'ORP Kaszub est un petit sous-marin de classe Malioutka soviétique (série XV d’après-guerre) qui a servi dans la marine polonaise de 1954 à 1963.
Il a été construit en Union soviétique en 1951-1952 et a d’abord servi dans la flotte soviétique de la mer Baltique sous le nom de M-290. C’était le premier des six sous-marins de fabrication soviétique à être transférés à la marine polonaise dans les années 1950. La cérémonie de lever du drapeau polonais sur le sous-marin a eu lieu le 5 juin 1954.

## Historique

### Construction
Le Kaszub a été construit au chantier naval Sudomekh à Leningrad (chantier naval n° 196). Sa quille a été posée le 10 novembre 1951 et il a été lancé le 27 mai 1952.

### Identification
Lorsqu’il a servi sous le drapeau polonais, son pennant number alphanumérique a changé plusieurs fois. Il a commencé à opérer sous le numéro M-100, puis P-100, et a terminé son service sous le numéro 306.

### Incident d’échouement de 1957
L’événement le plus notable de l’histoire du sous-marin a été l’échouement près de Krynica Morska le 28 novembre 1957. Le commandant du navire a tenté sans succès de descendre du haut-fond, dans des conditions extrêmement difficiles (vent fort, vagues hautes et basse température). Au cours de l’opération, deux membres d’équipage ont perdu la vie et le navire a été jeté par la mer sur la plage. Le sous-marin est resté là jusqu’à ce qu’une opération de sauvetage menée par plusieurs unités permette au Kaszub d’être tiré dans des eaux plus profondes. Par la suite, le sous-marin a été réparé et remis en service.

### Fin de service et destin
Le Kaszub a été désarmé en décembre 1963 et mis au rebut peu de temps après.

## Commandants
- Lt. Mar. Czesław Obrębski : 10/07/1954 au 31/01/1957
- Lieutenant Mar. Rajmund Pająkowski : 31/01/1957 au 28/11/1957
- Lieutenant Mar. Stanisław Lorens : 28/11/1957 au 29/12/1962[3]